# Karaali, Antakya
Karaali là một thị trấn thuộc thành phố Antakya, tỉnh Hatay, Thổ Nhĩ Kỳ. Dân số thời điểm năm 2011 là 3.368 người.